# Euplexia argyrosemastis
Euplexia argyrosemastis là một loài bướm đêm trong họ Noctuidae.